# Karl Klindworth
Karl Klindworth (25 de septiembre de 1830–27 de julio de 1916) fue un compositor, director de orquesta y violinista alemán.
Nació en Hanóver. Durante un tiempo, Klindworth dirigió un conjunto itinerante de ópera, luego se estableció en Hanóver como profesor y compositor. Se trasladó a Weimar en 1852, donde estudió piano con Franz Liszt y se hizo amigo de Richard Wagner. Entre sus alumnos estuvieron Hans Guido von Bülow y William Mason. En 1854 se mudó a Londres, donde permaneció catorce años, estudiando, enseñando y apareciendo ocasionalmente en público. Se dirigió a Moscú en 1868 para tomar el puesto de profesor de piano del Conservatorio. En Rusia terminó sus arreglos de El Anillo del Nibelungo de Wagner, que había comenzado durante la visita de Wagner a Inglaterra en 1855. Asimismo terminó su edición crítica de las obras de Frédéric Chopin. Fue director de la Orquesta Filarmónica de Berlín en 1882, en asociación con Joseph Joachim y Bullner. También fue director de la Sociedad Wagner de Berlín. Permaneció en Berlín hasta 1893, cuando se retiró a Potsdam para dedicarse a la enseñanza. Otro de sus alumnos fue Georgy Catoire. Murió en Stolpe, cerca de Oranienburg, a los 85 años.
Septuagenario, Klindworth adoptó a la huérfana inglesa Winifred WIlliams y logró que Winifred Williams fuese una perfecta "wagneriana" casándola con Siegfried Wagner, el hijo de Richard Wagner y Cosima Liszt.
Sólo obtuvo su gran reputación como editor de obras musicales. También reorquestó muy bien el Concierto para piano n° 2 de Frédéric Chopin, si bien muchas personas aún prefieren la versión original. (Carl Tausig había hecho una edición del Concierto para piano n° 1). Igualmente hizo una orquestación hoy grabada del primer movimiento del Concierto para piano solo de Alkan (el octavo de los diez estudios del compositor en todos los tonos menores), considerando que después otros han orquestado los tres movimientos.